# Henschel Hs 132
Henschel Hs 132  - foi um protótipo de bombardeiro de mergulho a jato e aeronave de ataque ao solo que iria integrar diversos esquadrões substituindo os antigos Junkers Ju 87 "Stuka".

## Histórico
Em 1944, os Junkers Ju 87 Stuka não eram mais tão eficientes em combate no Front Oriental, pois eram alvos de interceptadores soviéticos e da artilharia antiaérea. Então, uma pequena produtora chamada Henschel lançou o projeto de construir um bombardeiro de mergulho a jato com motor a reação. O esquadrão seria liderado ainda pelo mais famoso piloto de Stuka da história, Hans-Ulrich Rudel.
Se algo desse errado, o piloto jamais ejetaria, pois se o fizesse na velocidade em que se encontrava o avião, colidiria com o motor e seria puxado pelo fluxo de ar que ele gera, logo morreria.
O protótipo nunca voou. O Exército Vermelho tomou a fábrica da Henschel em Maio de 1945, aproveitando a tecnologia que apreenderam para utilizá-la na Guerra Fria.

## Design
O piloto acomodava-se na cabine de vidro, que era exatamente o nariz da aeronave, garantindo ao piloto uma excelente visão do campo de batalha terrestre. Em outros aspectos estéticos, assemelhava-se ao Heinkel He 162 Volksjäger Salamander (caça monoposto a jato), com motor a jato na parte superior do avião, cauda com leme duplo, e asas emergentes localizadas na linha do motor. Os instrumentos eram colocados sob o piloto, e outros atrás, que apenas seriam visíveis através do uso de espelhos. A estrutura da cauda era feita de madeira.
O principal alvo ainda era o tanque médio soviético T-34.

### Características gerais
- 7,2 metros de envergadura
- 8,9 metros de comprimento
- 3,0 metros de altura
- Peso máximo: 3000 kg
- Velocidade máxima: 780 km/h (vazio) e 700 km/h (carregado)
- Autonomia de 680–1120 km
- Teto de Serviço de até 10.500 metros
- 1 Tripulante (piloto)

### Características particulares
Versão A
- 1 Motor BMW 003E-2, 500 kg de bombas e particularmente mais rápida em relação às outras, o ideal da Henschel seria que fosse tão rápido que jamais seria atingido por nenhuma bateria antiaérea.

Versão B
- 1 Motor Junkers Jumo 004B com 500 kg de bombas + 2 X MG-151 de 20mm

Versão C
- 1 Motor HeS 011a com 1000 kg de bombas + 2 X MG-151 de 20mm